# Les Lascars gays
Pour les articles homonymes, voir Lascar.
Les Lascars gays est un ancien duo d'humoristes composé de Majid Berhila (Ryan) et Hugues Duquesne (Steeve).

## Principe général du duo
Le principe de leur duo est d'unir de façon décalée l'univers « lascar »[Quoi ?] et celui de l'homosexualité, jouant sur l'opposition généralement contrastée entre ces deux univers[Quoi ?] au sein des cités. Leur humour vif et léger, plein d'énergie et de dérision, évite ou détourne les clichés véhiculés sur ces deux univers.

### Majid Berhila
Né le 18 avril 1979 , de parents français d'origine marocaine, Majid Berhila est originaire de Montataire (dans l'Oise) où il découvre le théâtre lors d'ateliers municipaux. Avant de se tourner entièrement vers la comédie, il travaille dans une banque et possède un BTS. En 2004, il gagne le 1er festival d'humour à Clichy-sous-Bois, il joue dans les cafés théâtres parisiens Au secours elles veulent toutes des bébés de Farid Omri au Point-Virgule ainsi qu'en province et pendant trois ans son spectacle Flash Info, télé mito au Théâtre de la Providence et en province. Depuis 2005, il fait partie de l'équipe d'animation du FIEALD.
Il se produit dans les cafés théâtres parisiens aussi bien en one-man-show qu’en duo. Il forme par exemple le duo avec David Bosteli mis en scène par Smaïn au Splendid. En 2007, il fait notamment la première partie de Michel Boujenah à Deuil-la-Barre. Son deuxième spectacle se nomme One Majid Show. De plus, il est lauréat des festivals d’humour de Deuil-la-Barre, La Verrière et de Saint-Étienne en remportant le 1er prix.
À la télévision, il participe souvent aux émissions Groland Sat de Groland sur Canal+ ainsi que dans les fictions que sont Les Cordier, juge et flic, Avocats et Associés, Commissaire Moulin, Commissaire Cordier, H, etc. En 2008, il joue dans le téléfilm État de manque et dans le court-métrage Warning. En 2009, il écrit plusieurs textes de détournements d’images pour le programme court Ça vaut le détour à 19 h 45 sur France 2. Depuis février 2011, il fait partie du casting de la série United colors of Jean-Luc, diffusée sur Comédie !, écrite par Fabrice Éboué et Jérôme L'Hotsky.
Au cinéma, il apparaît dans Cabaret Paradis de Shirley et Dino en 2005, Des fleurs pour tout le monde de Michel Delgado en 2007, Bouquet final de Michel Delgado en 2008, Bouts de ficelle de Charles Nemes en 2010 et Au bistro du coin de Charles Nemes en 2011.
En décembre 2012, il apparaît dans un sketch de Made in Groland sur les émissions culinaires.
En 2015, il apparaît dans un téléfilm de France 3, Meurtres au Mont Ventoux, dans lequel il joue le rôle d'un policier nommé Karim Redouane. La même année, il interprète Nicolas dans le court métrage Zéro M2 de Matthieu Landour.
En 2016, il apparaît dans le film Amis publics d'Édouard Pluvieux, accompagné de Kev Adams et John Eledjam. Le 5 août, il passe dans Vendredi tout est permis sur TF1. Mis en scène par Mathilde Moreau, Majid Berhila se produit sur scène dans Avant j'étais un lascar gay, mais ça c'était avant ! depuis 2016. Il joue dans Né sous silence diffusé en 2018 sur La Une et France 3
En juin 2024, Majid rejoint le casting de la quinzième saison de Scènes de ménages. Aux côtés de Elodie Poux, ils formeront un couple d'épiciers qui travaille ensemble à la montagne.

### Hugues Duquesne
Né le 20 décembre 1977 , Hugues Duquesne est originaire de Râches (Nord). Il suit les cours de Richard Wodjtazik de 1995 à 1998, enchaîne au conservatoire d’art dramatique de Valenciennes de 1999 à 2000 et se spécialise grâce aux cours de café-théâtre de Caroline Raux de 2000 à 2001. Le comédien débute la scène en jouant dans plusieurs pièces entre 1995 et 2000 telles Turcaret ou le Financier de Lesage, Caviar ou Lentilles de Scarnicci et Tarabusi, Chez Pierrot de Jean-Claude Grumberg, Ahmed le Subtil d'Alain Badiou. Hugues Duquesne forme ensuite le duo comique nommé Les Goubéens (2001 – 2006) avec Kader Nemer et leur spectacle La peau des Goubéens. Ils avaient d'ailleurs organisé le festival Rencontres Multiculturelles Goubéens 2000. Ils remportent le prix du Festival d’humour de Saint-Gervais. Ils se produisent à l'Olympia lors de La Nuit du rire II le 12 décembre 2003 et apparaissent sur le DVD qui sort par la suite. Ils foulent plusieurs scènes telles le Théâtre des Blancs-Manteaux, le Café Oscar, le Point-Virgule en 2003, le théâtre Trévise en première partie de Gustave Parking en 2003 mais aussi en première partie d'Anne Roumanoff à Deuil-la-Barre en 2003 ou au Palais des Glaces lors de la soirée de l'humour en 2005. Ils jouent au Fringe Festival à Montréal où ils obtiennent le prix Juste pour rire en juin 2006. Ils récoltent le prix du jury du Festival de Dinard en mai 2004 et sont finalistes au festival Humour Academy à Rosny-sous-Bois en mars 2006. Avec son comparse Kader Nemer, il joue plusieurs sketches dans la Grosse Émission sur Comédie ! où ils sont finalistes du Comédie Crochet en 2002 puis au côté de Manu Payet et Bruno Guillon dans les programmes Starloose academy en 2003 et Téloose en 2004 et 2005. En 2006, le duo se sépare et Hugues Duquesne rejoint le FIEALD où il devient animateur par la suite, en mars 2007,. En avril 2007, il tient le rôle de Gonzague dans la pièce de théâtre Ze pièce de Dany Dalgo. En juin, il participe au Festival On se bouge et en novembre, au Festival Rire en somme. En 2008, il joue dans le court-métrage télévisuel Coloc-Scopie. En 2008 et 2009, il est chroniqueur sur Cap 24 dans le magazine Wesh. À partir de l'été 2014, il joue dans la pièce (qu'il a co-écrite avec Luc Sonzogni) Ben Hur la parodie puis à partir de 2016 c'est Je t'aime à l'Italienne / à l'Algérienne qu'il coécrit et met en scène avec Kader Nemer. Les spectacles qu'il interprète ou écrit tournent autour du sujet de l'anti-communautarisme, de l'acceptation de l'autre dans ses différences; on y retrouve également beaucoup de références à la culture populaire des années 80 à aujourd'hui.

## Le duo
À la suite de leur rencontre en 2006, le duo des Lascars gays se forme au sein du Festival international d'expression artistique libre et désordonné au Théâtre Trévise où ils portent plusieurs casquettes. Le premier show case des lascars gays a lieu en 2008. En 2009, Hugues présente la finale de Paris fait sa comédie au Théâtre des Nouveautés sur NRJ Paris dans le cadre du Festival international d'expression artistique libre et désordonné auquel participe Majid,. Ils contribuent régulièrement en tant qu'auteurs et comédiens dans l’émission de Cyril Hanouna Pliés en 4 sur France 4. Leur premier spectacle notable a lieu dans le cadre du Festival d'Avignon pendant le mois de juillet 2009, et dans la salle du Palace à Montataire.
Entre octobre 2009 et avril 2011, ils jouent ensemble au Théâtre Clavel à Paris. Occasionnellement, ils se produisent aussi au Théâtre Trévise. Ils sont auteurs et interprètes de leur spectacle Bang Bang, mis en scène par Luc Sonzogni. Thierry Manciet y est responsable des lumières et DJ Emir se charge de la musique.
En 2010, le duo se produit à nouveau au festival d'Avignon et au festival de Cavaillon, il fait l'objet d'un reportage dans l'émission 66 minutes sur M6 et dans l'émission Teum-Teum sur France 5 en juin (voir l'émission ici).
Du 9 septembre 2010 au 29 juin 2013, ils acquièrent une forte notoriété grâce à l'émission On n'demande qu'à en rire sur France 2 et deviennent des vedettes de l'émission. Ils obtiennent plusieurs records dans l'émission et sont sixième en nombre de passages derrière Olivier de Benoist, Sacha Judaszko, Garnier et Sentou, Arnaud Tsamere et Jérémy Ferrari. Dans leur sketch Un animateur TV fait une tournée dans les écoles, diffusé le 14 mars 2011, le duo imite et s'amuse de l'animateur Jean-Luc Delarue, ce qui accroît leur notoriété dans plusieurs médias,.
En 2011, ils jouent ensemble dans le film Little Klaus Big World. Le duo reconduit Bang Bang au théâtre La Grande Comédie entre le 29 septembre 2011 et le 30 décembre 2011. Leur tournée 2012 inclut les villes de Nancy, Marseille, Bordeaux, Lille, Nantes, Rennes, Lyon mais aussi La Belgique, La Suisse et Tunis. Ils se produisent au Théâtre Trévise pour leur spectacle Bang Bang du 12 janvier 2012 au 7 avril 2012 et de mai 2012 à février 2013 au théâtre Le Splendid.
Le 16 juin 2014, au cours de l’émission Radio-Activité de Saint-Pierre et Miquelon 1re, ils annoncent vouloir « prendre des routes différentes » après 10 ans de duo. Majid déclare préparer un one-man show pour janvier 2015, Hugues annonce se tourner vers le théâtre en septembre 2014.

## Activités

### Spectacles et festivals
- 2006 - 2012 : FIEALD
- 2010 : Les Vendanges de l'humour
- 2010 : Plateau d'humour
- 2011 : Festival international du rire
- 2012 : Festival Morges-sous-rire
- 2012 : On n'demande qu'à en rire au Casino de Paris
- 2012 : Festival de Poupet
- 2013 : Festival Maxi-rires

#### Bang Bang!
- 2006 - 2012 : FIEALD
- 2009 - 2010 : Festival d'Avignon
- 2010 : Festival du rire de Cavaillon
- 2012 : Théâtre Clavel
- 2012 : Théâtre Trévise
- 2012 - 2013 : Le Splendid

### Radio
- 2011 : Radio Pons
- 2011 : On va s'gêner[25]
- 2012 : Rire et Chansons

### Internet
- 2012 : MisterEmma
- 2012 : I Live U

### Filmographie
- 2011 : Little Klaus Big World d'Arnaud Collery
- 2013 : La Vraie Vie des profs d'Emmanuel Klotz

### Télévision
- 2010 - 2013 : On n'demande qu'à en rire, France 2
- 2011 : On a tout révisé, France 2
- (2012) Fort Boyard spécial Halloween
- 2012 - 2013 : ONDAR Show, France 2
- 2018 : Baron noir - Saison 2, Canal Plus

#### On n'demande qu'à en rire
| 1             | Le Ramadan | 9 septembre 2010  | 63                      |
| 2             | Échec à un casting pour Miss Météo | 15 septembre 2010 |                         |
| 3             | Crème antirides pour 60 millions de consommateurs | 22 septembre 2010 | 72                      |
| 4             | Nouvelle compagne d’un vieil acteur | 27 septembre 2010 | 82                      |
| Hors-passage  | Le rasta | 1er octobre 2010  | 71                      |
| 5             | Vendeurs d'antisèche | 7 octobre 2010    |                         |
| 6             | Automne : perte de moral et dépression saisonnière | 14 octobre 2010   | 93                      |
| 7             | Policier, vous devez surveiller une école | 15 octobre 2010   | 77                      |
| 8             | Entrer dans la grotte de Lascaux | 18 octobre 2010   | 80                      |
| 9             | Come-back d’un chanteur après la prison | 20 octobre 2010   | 84                      |
| 10            | À bord d’un bateau en chocolat (participation du public du Moulin Rouge)                                                                                                  | 29 octobre 2010   | 78                      |
| 11            | Diriger l’encadrement militaire de jeunes délinquants | 2 novembre 2010   | 86                      |
| 12            | Nouvel album de Grand corps Malade | 5 novembre 2010   | 83                      |
| 13            | Découvrir le Vatican lors d’un voyage offert | 12 novembre 2010  | 77                      |
| 14            | Attendre George Michael à sa sortie de prison | 18 novembre 2010  | 80                      |
| 15            | Est-ce que je peux être mis sur écoute ? | 22 novembre 2010  | 86                      |
| 16            | Vous participez aux Mondiaux d’escrime à Paris | 1er décembre 2010 | 92                      |
| 17            | Vous êtes la tête de Turc à l’école | 2 décembre 2010   | 77                      |
| 18            | Fan d’Harry Potter, vous avez vu le nouveau film | 9 décembre 2010   | 77                      |
| 19            | Casting pour le Tintin de Spielberg | 14 décembre 2010  | 88                      |
| 20            | Vous ne reconnaissez pas la voix de Michael Jackson | 4 janvier 2011    | 70                      |
| 21            | Billy the Kid n’a pas été gracié | 10 janvier 2011   | 15/20 (Téléspectateurs) |
| 22            | Lâcher d’une femelle ours dans les Pyrénées | 12 janvier 2011   | 77                      |
| 23            | Touche pas à mon panneau solaire | 18 janvier 2011   | 84                      |
| 24            | Jeu vidéo : mon corps est une manette | 26 janvier 2011   | 92                      |
| 25            | Parrainer un banc au Jardin des Plantes (participation de Florent Peyre)                                                                                                  | 11 février 2011   | 72                      |
| 26            | 3e mi-temps de rugby | 15 février 2011   | 87                      |
| 27            | Gagnant au Loto, je rachète mon entreprise (participation d'Arnaud Tsamere)                                                                                               | 3 mars 2011       | 74                      |
| 28            | Le sumo en pleine crise | 7 mars 2011       | 77                      |
| 29            | Quand les villes engagent des détectives privés (participation de Jérémy Ferrari)                                                                                         | 11 mars 2011      | 90                      |
| 30            | Un animateur TV fait une tournée dans les écoles | 14 mars 2011      | 18/20 (Téléspectateurs) |
| 31            | On cherche la nouvelle Lara Croft | 25 mars 2011      | 73                      |
| 32            | La journée d'un kiosquier dans Paris (participation de Olivier de Benoist)                                                                                                | 28 mars 2011      | 17/20 (Téléspectateurs) |
| 33            | Sketch surprise de groupe : La nouvelle comédie musicale Adam et Ève (avec Arnaud Tsamere, Garnier et Sentou, Jérémy Ferrari, Constance, Lamine Lezghad et Florent Peyre) | 5 avril 2011      | 81                      |
| 34            | Expo Barbie et Ken au musée de la poupée | 7 avril 2011      | 75                      |
| 35            | Un candidat de téléréalité rentre chez lui (apparition de membres de la famille de Hugues Duquesne)                                                                       | 11 avril 2011     | 16/20 (Téléspectateurs) |
| 36            | Une caissière de supermarché en grève | 22 avril 2011     | 73                      |
| 37            | Britney Spears, Lady Gaga ou Rihanna ? | 28 avril 2011     | 80                      |
| 38            | J'ai lu le nouveau roman de Marc Lévy (participation de Constance et de Lamine Lezghad)                                                                                   | 2 mai 2011        | 16/20 (Téléspectateurs) |
| 39            | Des Frenchies dans la folie du Catch (participation de deux catcheurs) | 12 mai 2011       | 88                      |
| 40            | Le « mercato » des animateurs télé | 7 juin 2011       | 75                      |
| 41            | Venir en jupe à l'école parce que le short est interdit | 15 juin 2011      | 68                      |
| 42            | Les Français no 1 des animaux de compagnie (avec Garnier et Sentou, Nicole Ferroni, Kicékafessa, Babass, Sacha Judaszko et Florent Peyre)                                 | 16 juin 2011      | 78                      |
| 43            | Campagne de conseils de sécurité pour les 2 roues | 17 juin 2011      | 66                      |
| 44            | Comment lancer une rumeur sans citer de nom | 23 juin 2011      | 90                      |
| Spécial été 1 | Le défilé du 14 juillet (en duo avec Sacha Judaszko) | 16 juillet 2011   | 88                      |
| Spécial été 2 | Je dors chez l'habitant (participation des frères Bogdanoff) | 13 août 2011      | 85                      |

| 45      | Un couple d'épiciers a abusé d'un client aveugle (participation de Florent Peyre) | 7 septembre 2011  | 82                                         |
| 46      | Les fans de Johnny au théâtre pour la 1re fois | 13 septembre 2011 | 78                                         |
| 47      | Des lycéens attribuent leur Goncourt | 24 septembre 2011 | 80                                         |
| 48      | Qui a gagné l'Euro Millions dans le village ? (participation de Lamine Lezghad, Babass, Florent Peyre et Luc Sonzogni)                                                                                              | 28 septembre 2011 | 87                                         |
| 49      | Les 80 ans de Babar | 6 octobre 2011    | 95                                         |
| 50      | Tour cycliste des détenus | 14 octobre 2011   | 80                                         |
| 51      | La natation pas assez enseignée dans les lycées | 17 octobre 2011   | 17/20 (Téléspectateurs)                    |
| 52      | Le nouvel éclairage des Champs-Élysées à Noël (participation de Arthur Milchior et Guillaume Sentou) | 27 octobre 2011   | 86                                         |
| 53      | Casting de baby-sitter à l'Élysée (participation de Sandra Colombo) | 10 novembre 2011  | 86                                         |
| 54      | Le 120e anniversaire de la mort de Rimbaud | 17 novembre 2011  | 93                                         |
| 55      | Popeye sur grand écran | 25 novembre 2011  | 94                                         |
| 56      | 1500e anniversaire de la mort de Clovis (participation de Jean Benguigui, Luc Sonzogni, Garnier et Sentou, Waly Dia et Ahmed Sylla)                                                                                 | 30 novembre 2011  | 98                                         |
| 57      | Quand les cougars se plantent en amour (participation de Biyouna) | 7 décembre 2011   | 96                                         |
| 58      | 27e campagne des Restos du Cœur (participation des pensionnaires parmi Jérémy Ferrari, Constance, Florent Peyre, Olivier de Benoist, Les Kicékafessa, Babass, Arnaud Tsamere, Nicole Ferroni, Garnier et Sentou...) | 16 décembre 2011  | 100                                        |
| 59      | Le retour de Laurel et Hardy à la télévision | 25 janvier 2012   | 88                                         |
| 60      | La tournée de David Guetta | 27 janvier 2012   | 85                                         |
| Prime 1 | Spiderman 4 sortira en juillet (participation de Sandra Colombo, Nicole Ferroni, Waly Dia, Ahmed Sylla, Djamel "Spidey" Bride, Laurent Moisset, Arnaud Ferron & Rachel)                                             | 4 février 2012    | 159/200 (Jury : 77 - Téléspectateurs : 82) |
| 61      | Bloqués dans un téléphérique pendant 4h15 (participation de Paco et Kevin Razy) | 23 février 2012   | 83                                         |
| 62      | Une 2e Joconde a été retrouvée (participation de Guillaume Bats et des Kicékafessa) | 3 mars 2012       | 90                                         |
| 63      | Parodie du "Téléphone pleure" | 9 mars 2012       | 77                                         |
| 64      | Les lents progrès de la parité (participation de Waly Dia) | 22 mars 2012      | 77                                         |
| 65      | Belle et Sébastien au cinéma (participation d'Arnaud Tsamere) | 3 avril 2012      | 93                                         |
| 66      | Le retour de Madonna (participation de Florent Peyre) | 12 avril 2012     | 95                                         |
| Prime 2 | En terre inconnue (participation d'Ahmed Sylla, Donel Jack'sman et Kevin Razy) | 13 avril 2012     | 185/200 (Jury : 94 - Téléspectateurs : 91) |
| 67      | La Petite Maison dans la prairie | 26 avril 2012     | 90                                         |
| 68      | Siphonnage et vol de carburant (participation de Ahmed Sylla, Jérémy Ferrari, Babass, Shirley Souagnon, Artus, Vérino et Arnaud Tsamere)                                                                            | 4 mai 2012        | 80                                         |
| 69      | La maison en paille connaît un nouveau souffle (participation de Nicole Ferroni, Garnier et Sentou, Arnaud Cosson, Florent Peyre et Lamine Lezghad)                                                                 | 10 mai 2012       | 84                                         |
| 70      | Un parent sur deux espionne son ado | 18 mai 2012       | 94                                         |
| Prime 3 | À Londres pour la 1re fois (participation de Kevin Razy) | 29 juin 2012      | 151/200 (Jury : 76 - Téléspectateurs : 75) |

| 71      | DJ dans une discothèque (participation de Kevin Razy, Bengui, Cyril Etesse, Julie Villers, Anthony Joubert, Matthieu Penchinat, Nicole Ferroni, Fred Lacabanne et Julie Rippert) | 27 mars 2013  | 94                                         |
| 72      | Théâtre de marionnettes pour enfants | 23 avril 2013 | 87                                         |
| Prime 6 | Un jour, un destin (participation de Ben, Anthony Joubert, Sacha Judaszko, Jean-Claude Muaka, Florent Peyre, Waly Dia et Donel Jack'sman)                                        | 28 juin 2013  | 162/200 (Jury : 82 - Téléspectateurs : 80) |

- Le 1er octobre 2010, les cinq humoristes ayant obtenu au moins une fois 80 points sur 100 (Shirley Souagnon, Alain Doucet, Kev' Adams, Olivier de Benoist et les Lascars Gays) ont pu jouer un extrait de leur spectacle lors d'une émission spéciale[29].
- Lors du dernier passage de l'année 2011, les Lascars Gays décrochent, pour la première fois de l'émission, les 100 points avec le sketch 27e campagne des Restos du Cœur avec la participation des pensionnaires des deux saisons.
- Ils étaient les premiers à passer devant les jurés durant le prime time. Ils font partie des représentations données en juin 2012 au Casino de Paris à la suite du vote du public lors du second prime time.
- Au début de presque la totalité de leurs sketchs, un sample de Sound Of Da Police de KRS-One est joué.

#### On a tout révisé
Le 31 mai 2011, lors du quatrième numéro de l'émission On a tout révisé, en plus de ses chroniqueurs habituels, Laurent Ruquier décide d'intégrer des humoristes de son émission quotidienne On n'demande qu'à en rire pour faire des « chansons gag » ou bien pour participer à l'épreuve « commis d'office ». Parmi les douze humoristes retenus, figurent les Lascars Gays qui interprètent un sketch en chanson intitulé Les Quotas de la fédération de football.

#### ONDAR Show
Du 6 octobre 2012 au 26 janvier 2013, ils participent de façon hebdomadaire à l'émission ONDAR Show déprogrammée le 26 janvier 2013. Le plus souvent, ils présentaient la rubrique La Minute Historique des Lascars Gays
| 1  | La Minute Historique des Lascars Gays : Charles Martel                                   | Arnaud Cosson                                                                              | 6 octobre 2012    |
| 2  | La Minute Historique des Lascars Gays : Vercingétorix et César                           | Garnier et Sentou et Nicole Ferroni                                                        | 13 octobre 2012   |
| 3  | La Minute Historique des Lascars Gays : Louis XIV                                        | Baptiste Giabiconi, Nicole Ferroni et Jérémy Ferrari                                       | 20 octobre 2012   |
| 4  | La Minute Historique des Lascars Gays : Jeanne d'Arc                                     | Nicole Ferroni                                                                             | 27 octobre 2012   |
| 5  | La Minute Historique des Lascars Gays : Les Mousquetaires                                | Babass, Sandra Colombo et Arnaud Cosson                                                    | 3 novembre 2012   |
| 6  | La Minute Historique des Lascars Gays : Marie-Antoinette                                 | Nicole Ferroni, Sandra Colombo, Babass et Lamine Lezghad                                   | 10 novembre 2012  |
| 7  | La Minute Historique des Lascars Gays : Henri IV                                         | Julien Courbet, Lamine Lezghad, Babass, Pascal Rocher, Garnier et Sentou et Arnaud Cosson  | 1er décembre 2012 |
| 8  | La Minute Historique des Lascars Gays : Les Gladiateurs                                  | Lamine Lezghad, Nicole Ferroni, Arnaud Cosson, Florent Peyre, Isabelle Mergault et Babass  | 15 décembre 2012  |
| 9  | La Minute Historique des Lascars Gays : Saint Nicolas, Le Père Fouettard et Le Père Noël | Nicole Ferroni et Guillaume Sentou                                                         | 22 décembre 2012  |
| 10 | La Minute Historique des Lascars Gays : 2012                                             | Nicole Ferroni, Florent Peyre, Ahmed Sylla, Jérémy Ferrari, Luc Sonzogni et Sandra Colombo | 12 janvier 2013   |
| 11 | Parodie de Qui veut gagner des millions ?                                                | Florent Peyre, Arnaud Cosson, Jérémy Ferrari et Arnaud Tsamere                             | 19 janvier 2013   |
| 12 | La fin du ONDAR Show                                                                     | Arnaud Cosson et Florent Peyre                                                             | 26 janvier 2013   |

## Récompenses
- Prix du Jury et Prix du public au Festival du rire de Cavaillon en 2010[16].
- 2013 : Nomination au Buzz Awards 2013 dans la catégorie meilleur humoriste